# Јанг Шангкун
Јанг Шангкун (3. август 1907 — 14. септембар 1998) био је председник Народне Републике Кине од 1988. до 1993. године, и генерални секретар централне војне комисије под Денг Сјаопингом, такође учесник Дугог марша.
Јанг је похађао универзитет у Шангају пре проучавања марксистичке теорије у Москви, што га чини једним од најобразованијих лидера ране КП Кине. Јанг се вратио у Кину као један од 28 бољшевика и првобитно подржао раног комунистичког лидера Занг Гуота, али касније укључен оданости Маове фракције током марша. Служио је као политички комесар за време Кинеског грађанског рата и Другог кинеско-јапанског рата.
Достигао висину своје политичке каријере након Тјенанмен протеста 1989.